# James Miller (Politiker)

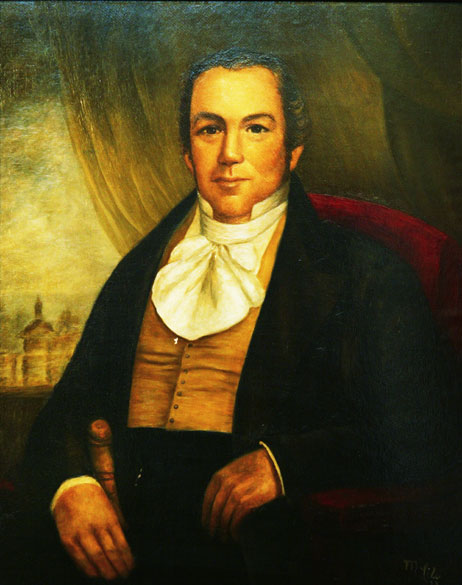
James Miller

James Miller (* 25. April 1776 in Peterborough, New Hampshire Colony; † 7. Juli 1851 in Temple, New Hampshire) war ein US-amerikanischer Politiker und General. Er war zwischen 1819 und 1824 Gouverneur des Arkansas-Territoriums.

## Frühe Jahre
James Miller besuchte eine Schule in Amherst in Massachusetts und das Williams College. Nach einem Jurastudium war er zwischen 1803 und 1808 in Greenfield in New Hampshire als Rechtsanwalt tätig. Aufgrund einiger militärischer Erfahrungen, die er bei der Miliz gesammelt hatte, wurde er im Jahr 1808 als Major in die reguläre US-Armee aufgenommen. Im Jahr 1811 war er in Indiana im Kampf gegen die Indianer im Einsatz. Im Britisch-Amerikanischen Krieg von 1812 geriet er zunächst in britische Kriegsgefangenschaft und wurde dann im Rahmen eines Gefangenenaustauschs freigelassen. Im Jahr 1814 zeichnete er sich in der Schlacht von Lundy’s Lane aus und wurde nicht nur als Kriegsheld bekannt, sondern auch zum Brigadegeneral befördert. Bis 1819 blieb James Miller in der Armee, dann wurde er von Präsident James Monroe zum ersten Gouverneur des neuen Arkansas-Territoriums ernannt.

## Das Arkansas-Territorium
Das Arkansas-Territorium war Teil des Louisiana-Territorium, jenes Gebiet, das Thomas Jefferson im Jahr 1803 von den Franzosen gekauft hatte. Nachdem im Jahr 1812 der heutige Staat Louisiana entstanden war, wurde das restliche Gebiet in Missouri-Territorium umbenannt, um Verwechslungen zu vermeiden. Im Jahr 1819 wurde das Arkansas-Territorium aus südlichen Teilen des Missouri-Territoriums gebildet. Das neue Territorium existierte zwischen dem 4. Juli 1819 und dem 15. Juni 1836. An diesem Tag trat der aus dem Territorium hervorgegangene US-Bundesstaat Arkansas der Union bei. Die Hauptstadt des Territoriums war bis 1821 Arkansas Post. Dann wurde die Hauptstadt nach Little Rock verlegt. Die Grenzen des Territoriums waren im Osten, Süden und Norden weitgehend mit dem späteren Staat Arkansas identisch, nur im Westen gehörten Gebiete des heutigen Oklahoma noch dazu. Die weiße Bevölkerung in dem Gebiet betrug im Jahr 1799 knapp 400 Personen. Im Jahr 1836 war die Zahl bereits auf 60,000 angestiegen.

## Gouverneur des Arkansas-Territoriums
James Miller ließ sich zunächst einmal viel Zeit, ehe er in seine neue Heimat aufbrach. Erst im September 1819 machte er sich auf den Weg von Neu-England nach Arkansas. Er wollte dem heißen Sommer im Süden ausweichen. Über einige Umwege erreichte er am 26. Dezember 1819 seine neue Hauptstadt Arkansas Post. In der Zwischenzeit hatte der zum Staatssekretär des Territoriums ernannte Robert Crittenden die Amtsgeschäfte geführt und sich eine eigene politische Hausmacht aufgebaut. Miller, der auch Indianeragent in seinem Territorium war, fühlte sich von Anfang an in Arkansas unwohl, sehnte sich zurück nach Neu-England und war deshalb auch öfter auf Heimaturlaub. In dieser Zeit wurde er von Crittenden vertreten, der seine Machtbasis in dem Territorium damit noch weiter ausbauen konnte. Trotzdem gelang es ihm, die Grundlagen einer funktionierenden Verwaltung in Arkansas zu legen. Es entstanden Gerichte und Gefängnisse, ein Wahlgesetz wurde verabschiedet, und die Hauptstadt wurde von Arkansas Post nach Little Rock verlegt. Als Indianeragent blieb er erfolglos. Es gelang ihm nicht, die Landansprüche der Indianer untereinander zu regeln, was 1821 zu einem Krieg der Cherokee-Indianer gegen die Osage führte. Hinzu kamen noch die Landansprüche der weißen Siedler. Schließlich trat Miller am 27. Dezember 1824 von seinem Amt zurück.

## Weiterer Lebenslauf
Nach seiner Rückkehr nach Neu-England wurde er für New Hampshire in das US-Repräsentantenhaus gewählt, trat dieses Mandat jedoch nicht an. Stattdessen wurde er Leiter der Zollbehörde im Hafen von Salem (Massachusetts). Diese Stelle hielt er von 1825 bis 1849 und gab sein Amt nach einem Schlaganfall auf. Er starb nach einem weiteren Anfall am 7. Juli 1851 in Temple in New Hampshire.